# Géographie de Hong Kong

Localisation de Hong Kong

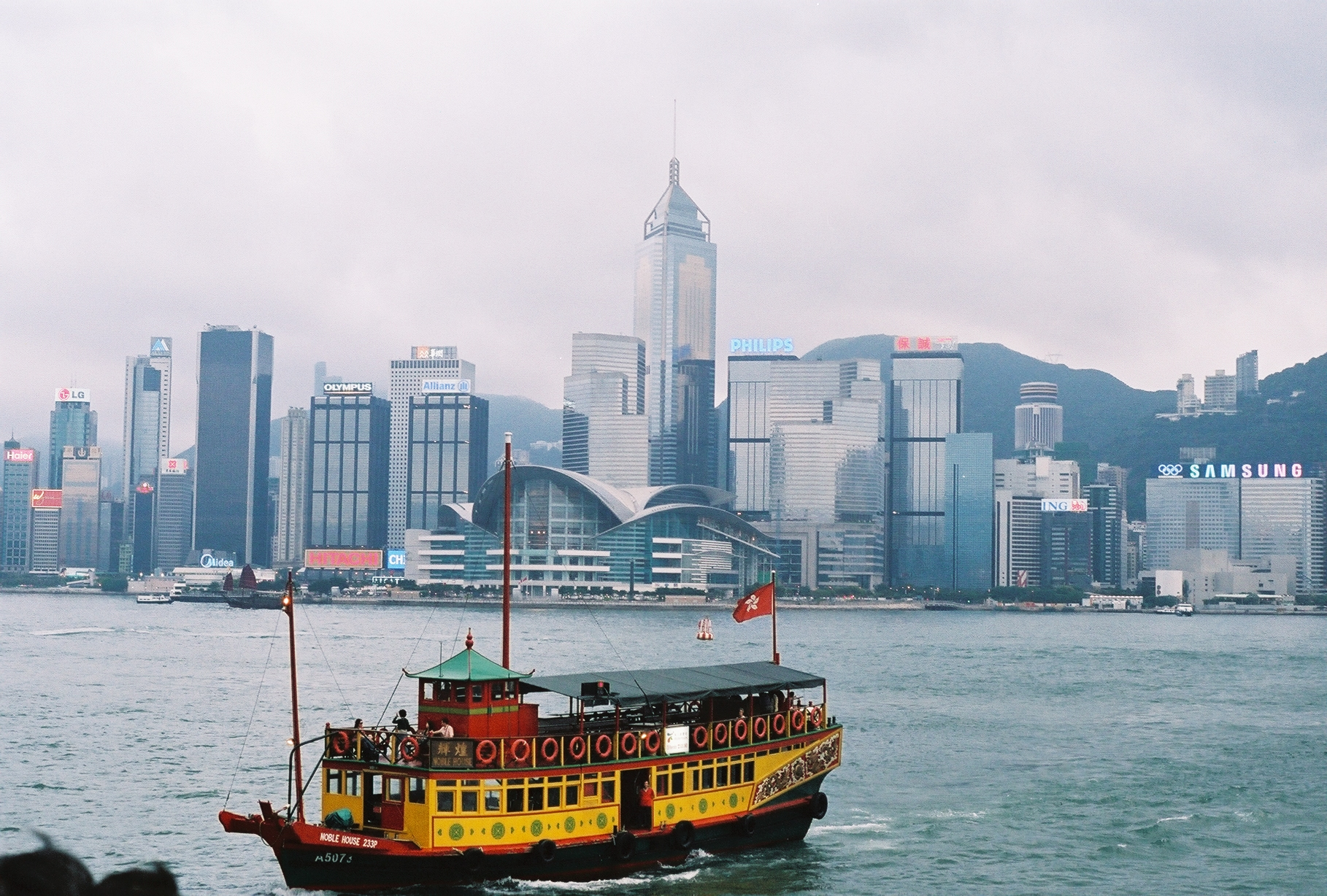
Baie de Hong Kong

Le mot Hong Kong, signifiant littéralement « port parfumé », est dérivé du secteur autour des actuels Aberdeen et Wong Chuk Hang sur l'île de Hong Kong, où les arbres parfumés étaient abondants et exportés par le passé.
Le territoire est grossièrement divisé en trois parties :
1. L’île de Hong Kong
2. La péninsule de Kowloon, composé de Kowloon et de New Kowloon
3. Les Nouveaux Territoires

L'île de Hong Kong est située dans la mer de Chine méridionale à l'embouchure de la rivière des Perles. La péninsule de Kowloon (au sud de Boundary Street) et les Nouveaux Territoires au nord de l'île ont été ajoutés à la colonie en 1860 et en 1898, respectivement. Plus de 200 petites îles font partie des Nouveaux Territoires. Le port Victoria de Hong Kong, un des ports maritimes les plus profonds au monde, se trouve entre l'île de Hong Kong et la péninsule de Kowloon.

## Descriptif
Le paysage de Hong Kong est assez montagneux avec des pentes raides. Le point le plus élevé dans le territoire est Tai Mo Shan, avec une altitude de 958 mètres. Il existe des zones de plaine dans la partie nord-ouest des Nouveaux Territoires.
Hong Kong est située à 60 kilomètres à l'est de Macao, du côté opposé au delta de la rivière des Perles. Hong Kong a une frontière terrestre avec Shenzhen au nord. Moins de 25 pour cent des 1 102 kilomètres carrés de ce territoire sont bâties en 2006. Le terrain restant est réservé comme parcs et préservations de nature, mais un projet de développement est présenté en octobre 2006.
Le climat de Hong Kong est subtropical et subit de fréquentes moussons. Il est frais et sec en hiver (de janvier à mars), chaud, humide et pluvieux pendant l'été. Il est chaud, ensoleillé, et sec en automne. On constate souvent que le printemps et l'automne ne sont pas très bien définis. Hong Kong est rarement directement frappé par les typhons (cyclones tropicaux) mais peut être atteint environ cinq à six fois par année.
L’environnement de Hong Kong est marqué lourdement par l’activité humaine, notamment la pollution et les développements de construction. Le climat de Hong Kong est lié à la direction de vent saisonnier qui alterne entre l'hiver et l'été. Les températures les plus élevées et plus basses enregistrées par l’observatoire de Hong Kong sont 36,1 °C et 0 °C respectivement.
Hong Kong est géologiquement stable depuis des millions d'années.

## Information géographique

### Emplacement
Asie de l’Est, sur la côte sud de la Chine, au bord de la mer de Chine méridionale

### Coordonnées

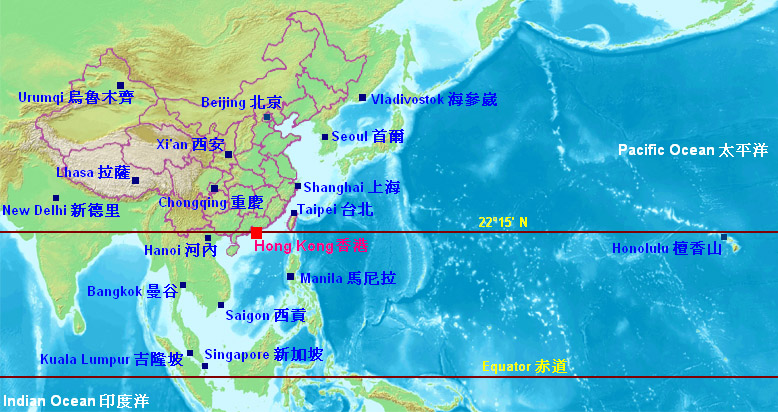
Carte montrant l’emplacement de Hong Kong vis-à-vis de la Chine et dans la région

22° 15′ N, 114° 10′ E

### Superficie
- Totale : 1 092 km2
  - Terrain : 1 042 km2
  - Eau : 50 km2
  - Superficie maritime (y compris le Victoria Harbour : 1 652,21 km2

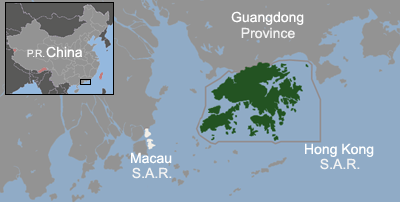
Emplacement de Hong Kong dans le delta de la rivière des Perles

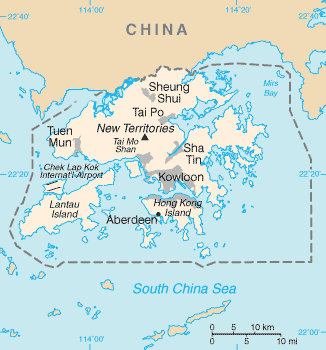
Frontière terrestre et maritime de Hong Kong

### Frontière
- Longueur totale : 30 km
  - Frontière partagée avec la ville de Shenzhen (zone économique spéciale) et Guangdong, province chinoise: 30 km
  - Autre : néant

### La côte
- Longueur totale : 733 km
- Prétentions maritimes : Mer territoriale : 3 milles marins

### Les îles
Le territoire de Hong Kong possède 262 îles dont les principales sont Hong Kong, Lantau, Cheung Chau, Lamma, Peng Chau et Tsing Yi.

### Climat
Subtropical humide, influencé par la mousson
- Température moyenne : 23 °C
- Précipitations annuelles moyennes : 2 214 mm

### Type de terrain
Montagneux avec des pentes raides

### Extrémités géographiques
- élévation minimale : mer de Chine méridionale, 0 m
- élévation maximale : Tai Mo Shan, 958 m, dans les Nouveaux Territoires
- la plus au nord : rivière Shenzhen
- la plus à l'est : Tung Ping Chau (en)
- la plus au sud : Tau Lo Chau (en)
- la plus à l'ouest : Peaked Hill (en)

### Principaux peaks de Hong Kong
1. Tai Mo Shan - 958 m, Tsuen Wan
2. Lantau Peak (Fung Wong Shan) - 934 m, sur l'île de Lantau
3. Sunset Peak (Tai Tung Shan) - 869 m, sur l'île de Lantau
4. Sze Fong Shan - 785 m
5. Lin Fa Shan - 766 m, sur l'île de Lantau
6. Nei Lak Shan - 751 m, sur l'île de Lantau
7. Yi Tung Shan - 747 m, sur l'île de Lantau
8. Ma On Shan - 702 m
9. The Hunch Backs (Ngau Ngak Shan) - 674 m
10. Grassy Hill - 647 m
11. Wong Leng - 639 m
12. Buffalo Hill - 606 m
13. West Buffalo Hill - 604 m
14. Kowloon Peak (Fei Ngo Shan) - 602 m
15. Shun Yeung Fung - 591 m
16. Tiu Shau Ngam - 588 m
17. Kai Kung Leng - 585 m
18. Castle Peak - 583 m
19. Lin Fa Shan, Tsuen Wan - 578 m
20. Tate's Cairn (Tai Lo Shan) - 577 m
21. Kau Keng - 507 m